# Java Metadata Interface
Pour les articles homonymes, voir JMI.
La spécification JMI (Java Metadata Interface) permet d'implémenter une infrastructure dynamique, portable pour gérer la création, l'enregistrement, l'accès, la recherche, et l'échange des métadonnées.
Le standard JMI permet le passage des modèles aux objets Java. Il définit des règles permettant de construire des interfaces Java à partir de métamodèles. Ainsi, il est possible d'encoder un modèle sous forme d'objet JAVA.
Règles de Traduction de JMI dans la pratique :
- Tout package va donner la définition d'un package.
- Toute classe va donner la définition d'une interface.
- Toute association va donner la définition d'une interface.

(Extraits du cous de Xavier Blanc : Cours de CAR à Paris VI, cf : MDA en Action)
le standard JMI met en jeu l'interopérabilité informatique : il fait l'objet de la Java Specification Request JSR-40.